# زبان هوری
زبان هوری، زبان منقرض شده ای است که از قرن های آخر هزاره سوم قبل از میلاد تا حداقل سال های آخر امپراتوری هیتی ( حدود ۱۴۰۰- حدود ۱۱۹۰ ق.م ) صحبت می شود. این زبان نه یک زبان هندواروپایی است و نه یک زبان سامی. بلکه عموماً اعتقاد بر این است که گویشوران هوری در اصل از کوه‌های ارمنی آمده و در آغاز هزاره دوم پیش از میلاد در جنوب شرقی آناتولی و شمال بین‌النهرین گسترش یافته‌اند. قبل از اواسط هزاره دوم پیش از میلاد، بخش‌هایی از قلمرو هوری‌ها تحت کنترل یک طبقه حاکم آریایی تبار به نام میتانی قرار گرفت، که محققان اولیه به اشتباه نام آنها را به هوریان اطلاق کردند.
.   

## خویشاوندان زبانی
این زبان یک زبان پیوندی است که همراه با زبان اورارتویی خانواده زبانی هورواورارتویی را می‌سازند. برخی پژوهشگران بر این باورند که هوری همانندی‌هایی با زبان‌های قفقازی شمال شرقی دارد و بنابراین این زبان را در خانواده زبان‌های آلارودی جامی‌دهند.

## نوشتن
هوریها خط میخی اکدی را نزدیک به ۲۰۰۰ پیش از میلاد برای نوشتن زبانشان پذیرفتند. نوشته‌های هوری یافت‌شده تاکنون اندکند. هوریها همچنین گرایش به سود بردن از خط نمادین سومری داشتند که تلفظ هوری آن واژگان امروز آشکار نیست. از اینرو آگاهی از زبان هوری هنوز کامل نیست.

## ادب هوری
نوشته‌های به زبان هوری تاکنون در خاتوشا، اوگاریت و شاپینووا یافت شده‌اند. یکی از بلندترین نامه‌های عمارنه نامه‌ای است که توشرات‌تا پادشاه میتانی به آمنهوتپ سوم فرعون مصر باستان نوشته‌است. کهنترین نشانه از موسیقی در نوشته‌های هوری یافته شده در اوگاریت دیده شده‌است.
زبان هوری بر زبان سامی‌ای که در قطنه در شمال سوریه کنونی و بر زبان هیتی به ویژه در لهجه شاپینووایی آن اثرگذارد.

## انگاره‌هایی دربارهٔ زبان هوری
برخی پژوهشگران بر این باورند که زبان هوری در زبان سوبارتویی و به عنوان زیرلایه این زبان تحلیل رفته‌است.